# Hamid Bénani
Pour les articles homonymes, voir Bennani.
Hamid Bénani (également orthographié Bennani) est un réalisateur, scénariste et écrivain marocain, né le 5 novembre 1940 à Meknès.

## Biographie
Né en 1940, Hamid Bénani bénéficie en 1958 d’un stage en art dramatique et d’atelier de création et d’écriture organisé par le ministère de la Jeunesse et des Sports. Il effectua ses études secondaires aux lycées Poeymirau et Moulay Ismaïl, avant de rejoindre la Faculté des lettres de Rabat où il obtint une licence en philosophie en 1964. 
En 1965, il entreprend des études de cinéma à l’Institut des hautes études cinématographiques (IDHEC) actuellement la Femis, dont il est lauréat en 1967, section « Réalisation, production et régie ». Un autre cinéaste marocain, Moumen Smihi, faisait partie de sa promotion. Parallèlement à ses études, à Rabat comme à Paris, il suit les séminaires animés par les philosophes Jacques Derrida, Roland Barthes et Paul Ricœur.
En 1968, il intègre la Radiodiffusion Télévision marocaine où il assure la fonction de chef de service des relations extérieures. Il démissionne de la RTM et fonde en 1970 la société de production « Sigma 3 » en collaboration avec Ahmed Bouanani, Mohamed Abderahman Tazi et Mohamed Sekkat. C’est la société qui produit la même année son premier long métrage Wechma (Traces). 
Ce film, dès son achèvement, bénéficie d’une grande notoriété, tant au Maroc, grâce aux mini circuits de ciné-clubs placés sous l’égide de la Fédération marocaine des ciné-clubs (FMCC) qui participe d’ailleurs au financement du film, qu'à l’étranger où il obtient de nombreux prix dans les festivals de cinéma. Dans une enquête du magazine Al-Yom Assabeh, il est mis en exergue, au sein des productions d'un cinéma marocain encore artisanal à l'époque. La critique l’accueille avec enthousiasme et lui reconnaît une qualité inégalée jusqu’alors. Il est unanimement considéré comme le film fondateur de la cinématographie marocaine. Les films réalisés précédemment par les cinéastes marocains, notamment « Vaincre pour vivre », « Quand mûrissent les dattes » et « Soleil de printemps », en comparaison avec « Wechma », ne sont que des reproductions, parfois paresseuses, de stéréotypes connus de tous.
Wechma est un film à l’atmosphère pesante qui s’intéressait davantage aux luttes internes des personnages qu’à leurs actions. C'est une étape importante dans l’évolution du cinéma marocain puisqu’il ouvre la voie aux nouvelles techniques de narration explorée par Moumen Smihi, Ahmed Bouanani et Mustapha Derkaoui. Malgré son succès critique, le film ne bénéficie que d’une courte sortie commerciale à Casablanca (Maroc) et ce n’est qu’en 1980 qu’il est projeté dans une salle d’art et d’essai, 7e Art à Rabat. Cependant, il est présenté à plusieurs reprises dans les circuits de ciné-clubs à travers les villes du Maroc. 
Il doit attendre presque vingt ans avant de tourner son deuxième long-métrage, La Prière de l’absent, dont le titre initial était Les Secrets de la voie lactée. Ce film est adapté du roman célèbre de l’écrivain Tahar Ben Jelloun La prière de l’absent. Ce dernier film ne bénéficie pas du même accueil que le film précédent. Plusieurs facteurs expliquent ce demi-échec critique et public. Le réalisateur voulait inculquer à son film une dimension internationale à la manière de Luis Buñuel, dont il est un adepte, d’où le titre initial du film. Il reste un des spécialistes marocains de Buñuel auquel il a consacré de nombreuses études publiées par l’éphémère revue Cinéma 3.
Cependant Hamid Bénani revendique plus une influence sartrienne.

## Filmographie
Cinéma
- 1967 : Les Bonnes, d’après la pièce éponyme de Jean Genet
- 1967 : Cœur à cœurs d'après Miss Lonelyhearts de Nathanaël West
- 1970 : Wechma[2]
- 1993 : La Prière de l'absent[2]
- 2012 : L'Enfant Cheïkh[5]
- 2017 : La Nuit ardente

Télévision
Al Aoula : 
- El Oued (1995)

- Assarab, feuilleton. (1998)
- L'Automne des rêves  (2004).

2M : 
- Wahmoun fil miraât (La Dame au miroir) d’après un conte des Mille et Une Nuits;
- L'Invitée, (2003)
- Le Petit Bonheur (trophée du meilleur téléfilm 2005)
- La lumière est dans mon cœur, 2006

## Romans
- 2017 : Le dernier chant des insoumises, Éditions du Sirocco